# Hildegard Tauscher
Hildegard Tauscher (* 25. Juli 1898 in Leutenberg; † 11. Juni 1971 in Berlin) war eine deutsche Rhythmikerin.

## Leben und Wirken
Ihr Vater, Traugott Johannes Anselmus Tauscher, war Bürgermeister in Leutenberg. Die Mutter, Magda Franziska Anna Henriette Auguste Pauline Frieda Tauscher, geb. Beerend, kümmerte sich um den Haushalt und die Erziehung der Kinder. Hildegard Tauscher absolvierte nach der Höheren Töchterschule die Berliner Handelshochschule und studierte gleichzeitig Philosophie und Deutsch an der Universität Jena. In Jena lernte sie die Rhythmik kennen und entschloss sich, Rhythmiklehrerin zu werden. Sie besuchte dort für zwei Semester die Blensdorf-Schule und ging dann nach Berlin an die Dalcroze-Schule. 1929 legte sie in Berlin die Musiklehrerprüfung ab und war anschließend als Lehrerin für das Fach Gymnastik für Kinder am Sozialpädagogischen Seminar des Vereins Jugendheim tätig. Daneben arbeitete sie als Rhythmikerin mit psychisch kranken Kindern im Verein für Psychopathenfürsorge, wo sie ihre ersten Ansätze einer Heilpädagogischen Rhythmik entwickelte. Von 1934 bis 1937 war Hildegard Tauscher Rhythmikerin am Seminar des Reichsverbandes Deutsche Tonkünstler und Musiker und hatte einen Lehrauftrag an der Hochschule für Musik in Weimar sowie an der dortigen Sozialen Frauenschule. Wegen jüdischer Vorfahren (Großvater mütterlicherseits) musste sie 1937 ihre Ämter aufgeben. Mit Privatstunden in Rhythmik, Blockflötenspiel und Improvisation verdiente sie ihrem Lebensunterhalt. Durch ihre Vermittlung war im Juni 1938 eine deutsche Rhythmikergruppe zu einem Nordischen Gymnastikfest nach Helsinki eingeladen worden.
Nach dem Zusammenbruch der Nazidiktatur arbeitete Hildegard Tauscher bis 1964 als Rhythmikerin an einer Grundschule und in den Jahren 1948 bis 1954 als Dozentin für Musik und Musikmethodik  an der Berliner Pädagogischen Hochschule. Des Weiteren war sie rege in der Lehrer- und Erzieherfortbildung tätig. In diesem Rahmen arbeitete sie eng mit Elfriede Feudel zusammen. Von 1948 bis 1959 hatte Hildegard Tauscher die Schriftleitung der Mitteilungen des Arbeitskreises für Rhythmische Erziehung inne.
Der Presseforscher Andreas Vogel ist ihr Großneffe.

## Theoretische Grundlagen
Für Hildegard Tauscher sind Bewegung und Musik die Elemente der Rhythmik,
beide sind lustbetont und wie nichts anderes geschaffen, den Menschen zu erheben und über sich selbst hinaus zu einer inneren Freiheit.
Und a. O. vermerkte sie über den Zweck der Rhythmik:
In der rhythmisch-musikalischen Erziehung wird die menschliche Bewegung in die direkte Beziehung zur Bewegung in der Musik gesetzt; gehörte Musik wird am sich bewegenden Menschen wirksam, und umgekehrt wird der Mensch durch Bewegung zu musikalischen Empfindungen angeregt.

## Werke (Auswahl)
- Musik und Bewegung als Mittel der Erziehung, in: Die Musik 1931/H. 10, S. 741–743
- Rhythmik in Kindergarten und Hort. Praktische Musik in Kindergarten und Hort, Dresden 1932
- Rhythmische Erziehung im Kindergarten, in: Kindergarten 1939, S. 119–122
- Praxis der rhythmisch-musikalischen Erziehung, Darmstadt 1952
- Der Berliner Musikant, Berlin 1961
- Die rhythmisch-musikalische Erziehung in der Heilpädagogik, Berlin 1964
- Lied und Bewegung – Elementare Musiklehre, Bad Godesberg 1968